# Fyter Fest 2020
Fyter Fest (2020) was een tweedaagse televisie special van het televisieprogramma Dynamite in het professioneel worstelen dat geproduceerd werd door All Elite Wrestling (AEW). Het was de 2e van Fyter Fest en vond plaats in Daily's Place in Jacksonville, Florida. Terwijl de eerste aflevering op 1 juli 2020 live werd uitgezonden, was de tweede aflevering opgenomen op 2 juli 2020 en live uitgezonden op 8 juli 2020.
Het evenement zou oorspronkelijk plaats vinden in het Wembley Arena in Londen en zou uitgezonden worden op pay-per-view (PPV). Maar door de coronapandemie is het evenement verschoven naar Daily's Place als een tweedaagse special van AEW's televisieprogramma Dynamite.

## Matches
| Nr. | Match                                                                                             | Winnaar(s)              | Opmerkingen                                               | Bron  |
| --- | ------------------------------------------------------------------------------------------------- | ----------------------- | --------------------------------------------------------- | ----- |
| 1   | Jurassic Express (Jungle Boy & Luchasaurus) (met Marko Stunt) vs. MJF & Wardlow                   | Jurassic Express        | Tag team match.                                           | [ 3 ] |
| 2   | Hikaru Shida (c) vs. Penelope Ford (met Kip Sabian)                                               | Hikaru Shida            | Een-op-een match voor het AEW Women's World Championship. | [ 3 ] |
| 3   | Cody (c) (met Arn Anderson) vs. Jake Hager (met Catalina Hager)                                   | Cody                    | Een-op-een match voor het AEW TNT Championship.           | [ 3 ] |
| 4   | Private Party (Isiah Kassidy & Marq Quen) (met Matt Hardy) vs. The Inner Circle (Santana & Ortiz) | Private Party           | Tag team match                                            | [ 3 ] |
| 5   | Kenny Omega & Adam Page (c) vs. Best Friends (Chuck Taylor & Trent)                               | Kenny Omega & Adam Page | Tag team match voor het AEW World Tag Team Championship.  | [ 3 ] |

| Nr. | Match | Winnaar(s)                               | Opmerkingen                                              | Bron  |
| --- | --- | ---------------------------------------- | -------------------------------------------------------- | ----- |
| 1   | Kenny Omega & Adam Page Page (c) vs. Private Party (Isiah Kassidy & Marq Quen) (met Matt Hardy)                                                              | Kenny Omega & Adam Page                  | Tag team match voor het AEW World Tag Team Championship. | [ 4 ] |
| 2   | Lance Archer (met Jake Roberts) vs. Joey Janela (met Sonny Kiss)                                                                                             | Lance Archer                             | Een-op-een match.                                        | [ 4 ] |
| 3   | The Butcher & The Blade & Lucha Brothers (Pentagón Jr. & Rey Fénix) vs. FTR (Cash Wheeler & Dax Harwood) vs. The Young Bucks (Matt Jackson and Nick Jackson) | The Butcher & The Blade & Lucha Brothers | 8-man tag team match.                                    | [ 4 ] |
| 4   | Nyla Rose vs. Kenzie Paige & KiLynn King | Nyla Rose                                | Handicap match.                                          | [ 4 ] |
| 5   | Colt Cabana & The Dark Order (Brodie Lee & Stu Grayson) vs. SoCal Uncensored (Christopher Daniels, Frankie Kazarian & Scorpio Sky)                           | Colt Cabana & The Dark Order             | 6-man tag team match.                                    | [ 4 ] |
| 6   | Chris Jericho (met Santana & Ortiz) vs. Orange Cassidy (met Best Friends)                                                                                    | Chris Jericho                            | Een-op-een match.                                        | [ 4 ] |